# Eusphyrus
Eusphyrus är ett släkte av skalbaggar. Eusphyrus ingår i familjen plattnosbaggar.

## Dottertaxa tillEusphyrus, i alfabetisk ordning[1]
- Eusphyrus analis
- Eusphyrus arizonensis
- Eusphyrus bicolor
- Eusphyrus blanchardi
- Eusphyrus brunneus
- Eusphyrus circulus
- Eusphyrus dilutus
- Eusphyrus directus
- Eusphyrus fragilis
- Eusphyrus fuscipennis
- Eusphyrus hamatus
- Eusphyrus insignis
- Eusphyrus irpex
- Eusphyrus laetus
- Eusphyrus laevicollis
- Eusphyrus lateralis
- Eusphyrus lioderus
- Eusphyrus minax
- Eusphyrus mucronatus
- Eusphyrus nubilus
- Eusphyrus parvulus
- Eusphyrus rectus
- Eusphyrus ros
- Eusphyrus rugicollis
- Eusphyrus scutellaris
- Eusphyrus scutosus
- Eusphyrus simplex
- Eusphyrus tenuis
- Eusphyrus tonsor
- Eusphyrus unicolor
- Eusphyrus walshi
- Eusphyrus vestitus